# Tony Ryall
Anthony Boyd Williams «Tony» Ryall (nascut el novembre de 1964) és un polític neozelandès i diputat de la Cambra de Representants de Nova Zelanda des de les eleccions de 1990, representant la circumscripció electoral de Bay of Plenty des de les eleccions de 1996. És membre del Partit Nacional i forma part del gabinet de John Key; també formà part del gabinet de Jenny Shipley.

## Inicis
Ryall va anar a l'escola a l'est de Bay of Plenty i va realitzar els seus estudis terciaris a la Universitat Massey. Va graduar-se amb un grau en negocis especialitzant en comptabilitat i finança.

## Diputat
| Parlament de Nova Zelanda |      |                       |                       |          |
| Anys                      | Leg. | Circumscripció        | Llista                | Partit   |
| 1990-1993                 | 43   | East Cape             | East Cape             | Nacional |
| 1993-1996                 | 44   | Eastern Bay of Plenty | Eastern Bay of Plenty | Nacional |
| 1996-1999                 | 45   | Bay of Plenty         | 29                    | Nacional |
| 1999-2002                 | 46   | Bay of Plenty         | 9                     | Nacional |
| 2002-2005                 | 47   | Bay of Plenty         | 8                     | Nacional |
| 2005-2008                 | 48   | Bay of Plenty         | 6                     | Nacional |
| 2008-2011                 | 49   | Bay of Plenty         | 6                     | Nacional |
| 2011-actualitat           | 50   | Bay of Plenty         | 5                     | Nacional |

Ryall fou elegit en les eleccions de 1990 per la circumscripció electoral d'East Cape sent part del Partit Nacional. Va derrotar a Anne Fraser del Partit Laborista, diputada per East Cape des de les eleccions de 1984. Fou elegit a l'edat de 26 anys.
En les eleccions de 1993 la circumscripció d'East Cape fou abolida i reemplaçada per Eastern Bay of Plenty. Ryall fou elegit per l'electorat d'aquesta circumscripció. Per a les eleccions de 1996 Eastern Bay of Plenty fou abolida i en el seu lloc Ryall fou el candidat del Partit Nacional a Bay of Plenty. Des de les eleccions de 1996 ha estat el diputat per Bay of Plenty.

### Ministre sota Shipley
A l'esdevenir primera ministra Jenny Shipley el 1997, Ryall fou nomenat ministre. El 8 de desembre començaria a ser Ministre Responsable per Radio New Zealand i Ministre de Béns Públics. El 31 d'agost de 1998 Shipley anuncià un canvi en el gabinet. Ryall va prendre la posició de Ministre de Govern Local i Ministre d'Afers Joves.
El 31 de gener de 1999 Shipley anuncià un nou canvi en les posicions del gabinet. Ryall cessà de ser Ministre Responsable per Radio New Zealand i Ministre de Govern Local. Però, Ryall fou nomenat Ministre de Justícia i Ministre Responsable per Housing New Zealand.
En ser vençut el Partit Nacional en les eleccions de 1999 Ryall cessà de ser ministre.

### Ministre sota Key
En ser elegit el Partit Nacional en les eleccions de 2008 Ryall fou nomenat pel primer ministre John Key Ministre de Salut i Ministre de Serveis Estatals. Succeí a David Cunliffe i David Parker respectivament.
El Partit Nacional resultà electe de nou en les eleccions de 2011; Ryall cessà de ser Ministre de Serveis Estatals, sent substituït per Jonathan Coleman. Però, Key el nomenà ser Ministre de Béns Públics, la posició que ocupà sota Shipley entre 1997 i 1999. Ryall succeí a Simon Power. Seguiria en la seva posició de Ministre de Salut.

## Vida personal
Està casat amb Kara Ryall i tenen dos fills.